# Во имя мести
«Во имя мести» (англ. Out for a Kill) — криминальный боевик 2003 года о борьбе с наркомафией.

## Сюжет
Во время раскопок в Азии знаменитый археолог Роберт Бёрнс случайно узнает, что китайская мафия использует его находки для переправки наркотиков по всему миру. Наркобарон Вонг Дай, объединивший все банды в стране, приговаривает свидетелей их грязных махинаций к смерти, но когда от рук бандитов погибает жена Бёрнса, у могущественной теневой империи появляется неуловимый враг-одиночка. Бёрнс дает клятву до похорон супруги уничтожить всех, кто виновен в её смерти. Теперь ему придется вспомнить о своем мрачном и загадочном прошлом, чтобы жестоко отомстить злодеям их же экстремальными методами.

## В ролях
| Актёр        | Роль         |
| ------------ | ------------ |
| Стивен Сигал | Роберт Бёрнс |
| Ката Добо    | Майя Бёрнс   |
| Мишель Го    | Томми Линг   |
| Том Ву       | Ли Бо        |
| Кори Джонсон | Эд Грей      |